# Timothy Awany
Timothy Dennis Awany (Kampala, 6 agosto 1996) è un calciatore ugandese, difensore dell'Ashdod e della nazionale ugandese.

## Carriera

### Club
Nel 2014 firma un contratto con il Kampala City, squadra della massima serie ugandese.

### Nazionale
Debutta in nazionale il 10 gennaio 2016, nell'amichevole Uganda-Gabon (1-1). Viene convocato per la Coppa d'Africa 2017.

## Statistiche

### Cronologia presenze e reti in nazionale
| Cronologia completa delle presenze e delle reti in nazionale ― Uganda | Cronologia completa delle presenze e delle reti in nazionale ― Uganda | Cronologia completa delle presenze e delle reti in nazionale ― Uganda | Cronologia completa delle presenze e delle reti in nazionale ― Uganda | Cronologia completa delle presenze e delle reti in nazionale ― Uganda | Cronologia completa delle presenze e delle reti in nazionale ― Uganda | Cronologia completa delle presenze e delle reti in nazionale ― Uganda | Cronologia completa delle presenze e delle reti in nazionale ― Uganda |
| Data                                                                  | Città                                                                 | In casa                                                               | Risultato                                                             | Ospiti                                                                | Competizione                                                          | Reti                                                                  | Note                                                                  |
| --------------------------------------------------------------------- | --------------------------------------------------------------------- | --------------------------------------------------------------------- | --------------------------------------------------------------------- | --------------------------------------------------------------------- | --------------------------------------------------------------------- | --------------------------------------------------------------------- | --------------------------------------------------------------------- |
| 4-1-2017                                                              | Tunisi                                                                | Tunisia                                                               | 2 – 0                                                                 | Uganda                                                                | Amichevole                                                            | -                                                                     | 45’                                                                   |
| 8-1-2017                                                              | Abu Dhabi                                                             | Slovacchia                                                            | 1 – 3                                                                 | Uganda                                                                | Amichevole                                                            | -                                                                     |                                                                       |
| 23-3-2017                                                             | Nairobi                                                               | Kenya                                                                 | 1 – 1                                                                 | Uganda                                                                | Amichevole                                                            | -                                                                     |                                                                       |
| 5-6-2017                                                              | Dakar                                                                 | Senegal                                                               | 0 – 0                                                                 | Uganda                                                                | Amichevole                                                            | -                                                                     | 45’                                                                   |
| 11-6-2017                                                             | Praia                                                                 | Capo Verde                                                            | 0 – 1                                                                 | Uganda                                                                | Qual. Coppa d'Africa 2019                                             | -                                                                     | 89’                                                                   |
| 14-1-2018                                                             | Lusaka                                                                | Zambia                                                                | 3 – 1                                                                 | Uganda                                                                | Campionato delle nazioni africane 2018                                | -                                                                     |                                                                       |
| 18-1-2018                                                             | Kampala                                                               | Uganda                                                                | 0 – 1                                                                 | Namibia                                                               | Campionato delle nazioni africane 2018                                | -                                                                     | 76’                                                                   |
| 24-3-2018                                                             | Kampala                                                               | Uganda                                                                | 3 – 1                                                                 | São Tomé e Príncipe                                                   | Amichevole                                                            | -                                                                     | 87’                                                                   |
| 30-5-2018                                                             | Niamey                                                                | Rep. Centrafricana                                                    | 1 – 0                                                                 | Uganda                                                                | Amichevole                                                            | -                                                                     |                                                                       |
| 2-6-2018                                                              | Niamey                                                                | Niger                                                                 | 2 – 1                                                                 | Uganda                                                                | Amichevole                                                            | -                                                                     |                                                                       |
| 17-11-2018                                                            | Kampala                                                               | Uganda                                                                | 1 – 0                                                                 | Capo Verde                                                            | Qual. Coppa d'Africa 2019                                             | -                                                                     | 90’                                                                   |
| 20-11-2018                                                            | Asaba                                                                 | Nigeria                                                               | 0 – 0                                                                 | Uganda                                                                | Amichevole                                                            | -                                                                     |                                                                       |
| 24-3-2019                                                             | Dar es Salaam                                                         | Tanzania                                                              | 3 – 0                                                                 | Uganda                                                                | Qual. Coppa d'Africa 2019                                             | -                                                                     |                                                                       |
| 22-6-2019                                                             | Il Cairo                                                              | RD del Congo                                                          | 0 – 2                                                                 | Uganda                                                                | Coppa d'Africa 2019 - Fase a gironi                                   | -                                                                     | 88’                                                                   |
| 26-6-2019                                                             | Il Cairo                                                              | Uganda                                                                | 1 – 1                                                                 | Zimbabwe                                                              | Coppa d'Africa 2019 - Fase a gironi                                   | -                                                                     | 89’                                                                   |
| 30-6-2019                                                             | Il Cairo                                                              | Uganda                                                                | 0 – 2                                                                 | Egitto                                                                | Coppa d'Africa 2019 - Fase a gironi                                   | -                                                                     |                                                                       |
| 5-7-2019                                                              | Il Cairo                                                              | Uganda                                                                | 0 – 1                                                                 | Senegal                                                               | Coppa d'Africa 2019 - Ottavi di finale                                | -                                                                     | 18’                                                                   |
| 8-9-2019                                                              | Nairobi                                                               | Kenya                                                                 | 1 – 1                                                                 | Uganda                                                                | Amichevole                                                            | -                                                                     |                                                                       |
| 13-11-2019                                                            | Ouagadougou                                                           | Burkina Faso                                                          | 0 – 0                                                                 | Uganda                                                                | Qual. Coppa d'Africa 2021                                             | -                                                                     |                                                                       |
| 17-11-2019                                                            | Kampala                                                               | Uganda                                                                | 2 – 0                                                                 | Malawi                                                                | Qual. Coppa d'Africa 2021                                             | -                                                                     | 57’                                                                   |
| 12-11-2020                                                            | Kitende                                                               | Uganda                                                                | 1 – 0                                                                 | Sudan del Sud                                                         | Qual. Coppa d'Africa 2021                                             | -                                                                     |                                                                       |
| 16-11-2020                                                            | Nairobi                                                               | Sudan del Sud                                                         | 1 – 0                                                                 | Uganda                                                                | Qual. Coppa d'Africa 2021                                             | -                                                                     |                                                                       |
| 7-10-2021                                                             | Kigali                                                                | Ruanda                                                                | 0 – 1                                                                 | Uganda                                                                | Qual. Mondiali 2022                                                   | -                                                                     | 58’                                                                   |
| 10-10-2021                                                            | Kampala                                                               | Uganda                                                                | 1 – 0                                                                 | Ruanda                                                                | Qual. Mondiali 2022                                                   | -                                                                     | 58’                                                                   |
| 11-11-2021                                                            | Southampton                                                           | Uganda                                                                | 1 – 1                                                                 | Kenya                                                                 | Qual. Mondiali 2022                                                   | -                                                                     | 61’ 80’                                                               |
| 28-3-2023                                                             | Dar es Salaam                                                         | Tanzania                                                              | 0 – 1                                                                 | Uganda                                                                | Qual. Coppa d'Africa 2023                                             | -                                                                     |                                                                       |
| 10-6-2024                                                             | Kampala                                                               | Uganda                                                                | 1 – 2                                                                 | Algeria                                                               | Qual. Mondiali 2026                                                   | -                                                                     | 62’                                                                   |
| 25-3-2025                                                             | Kampala                                                               | Uganda                                                                | 1 – 0                                                                 | Guinea                                                                | Qual. Mondiali 2026                                                   | -                                                                     | 46’                                                                   |
| Totale                                                                |                                                                       | Presenze                                                              | 28                                                                    |                                                                       | Reti                                                                  | 0                                                                     |                                                                       |

## Palmarès

### Club

#### Competizioni nazionali
- Campionato ugandese: 3

Kampala City: 2014, 2016, 2017